# Lexand
Lexand — советская и российская компания, поставляющая под своей маркой автомобильные GPS и GPS/ГЛОНАСС-навигаторы, автомобильные видеорегистраторы, сотовые телефоны, универсальные многопортовые зарядные станции, детские часы-трекер с GPS, портативные маршрутизаторы, электронные книги, смартфоны и планшеты на платформе Android и аксессуары к ним.

## История
Первой продукцией компании были модемы. Впоследствии Lexand сконцентрировала свои усилия на телекоммуникационном рынке и более пятнадцати лет являлась крупным поставщиком систем связи Siemens, в основном в корпоративный сектор.
В конце 2008 года компания начала поставки устройств потребительской электроники под собственной торговой маркой Lexand.
По итогам 2013 года компания вошла в топ-5 российского рынка видеорегистраторов

## Продукция

### Детские часы-трекер
В 2016 году Lexand выводит на рынок первые детские часы-трекер Lexand Kidsradar.  
В 2017 году появляется вторая модель Lexand Kidsradar LED в которой так же установлена сим-карта Билайн. Отличие от первой модели - возможность принимать входящие вызовы от разрешенных телефонов (список разрешенных телефонов настраивается в мобильном приложении).
Часы-трекер Lexand Kidsradar и Lexand Kidsradar LED работают по всему миру (в сетях 2G). 
D 2018 году компания активно развивает продукт и выпускает новые версии приложения для работы с часами для платформ ios/android. Все разработки ведутся в России силами штатных программистов под руководством технического директора.

### Портативные автомобильные навигаторы

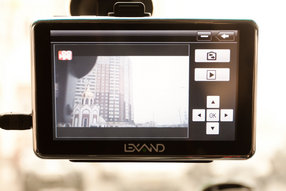
Один из первых навигаторов со встроенной камерой для видеорегистрации Lexand SR-5550 HD

Линейка насчитывает около 30 устройств. За все время под брендом Lexand вышло более 100 моделей автомобильных навигаторов. Навигатор Lexand SG-555 стал одним из первых массово продающихся навигаторов с поддержкой ГЛОНАСС/GPS в России.
Фирма также разрабатывает и поставляет навигаторы со встроенной видеокамерой.
В 2013 году начались продажи навигаторов Lexand на платформе Android 4.0.

### Электронные книги
Первые ридеры Lexand вышли на рынок в 2011 году.

### Автомобильные видеорегистраторы
Первые видеорегистраторы Lexand вышли на рынок в 2011 году. По состоянию на июль 2016 года в линейке восемь актуальных моделей.

### Портативные устройства

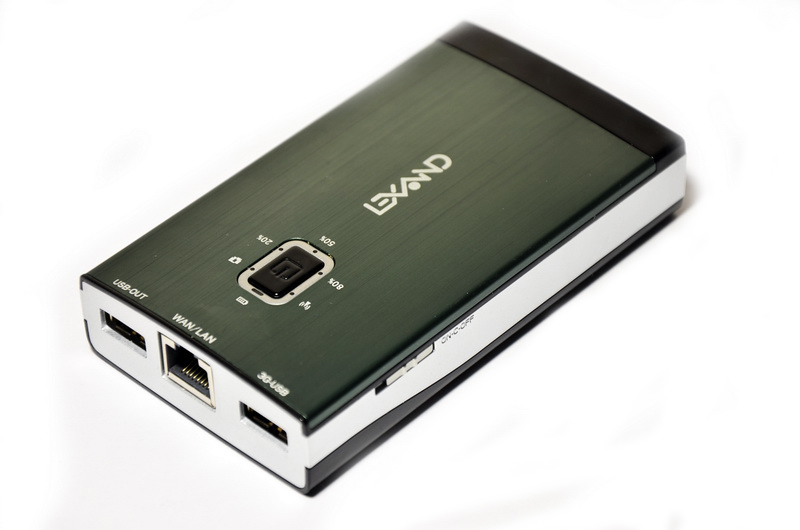
Портативный маршрутизатор Lexand LPB-78W со съемным аккумулятором на 7800 мА·ч

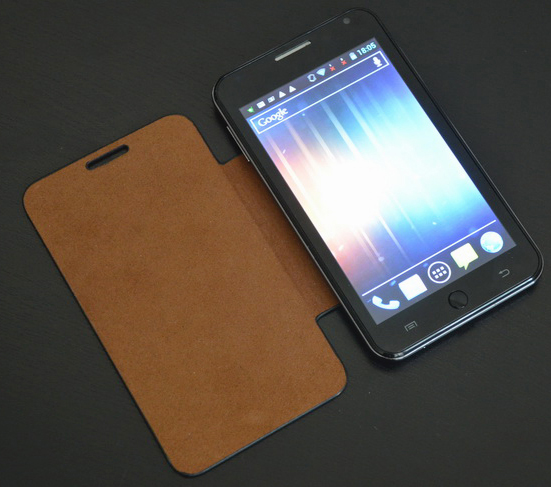
Смартфон Lexand Callisto. Задняя панель совмещенная с чехлом-книжкой идет в комплекте

В 2013 году Lexand начал выпускать портативные роутеры и маршрутизаторы. Маршрутизаторы поддерживают подключение по USB 3G-модемов и внешних накопителей, оснащены слотом для microSD и съемными аккумуляторами.

### Смартфоны и планшеты
В 2013 году начались продажи смартфонов и планшетов Lexand. В линейку смартфонов вошло несколько моделей из разных ценовых сегментов в разнообразных формфакторах: от компактной бюджетной модели Vega до фаблета Antares. Среди планшетов представлен ряд моделей с 7-, 8- и 10-дюймовыми дисплеями, работающими под управлением ОС Android 4.0—4.2.2.

### Оригинальные мини-телефоны

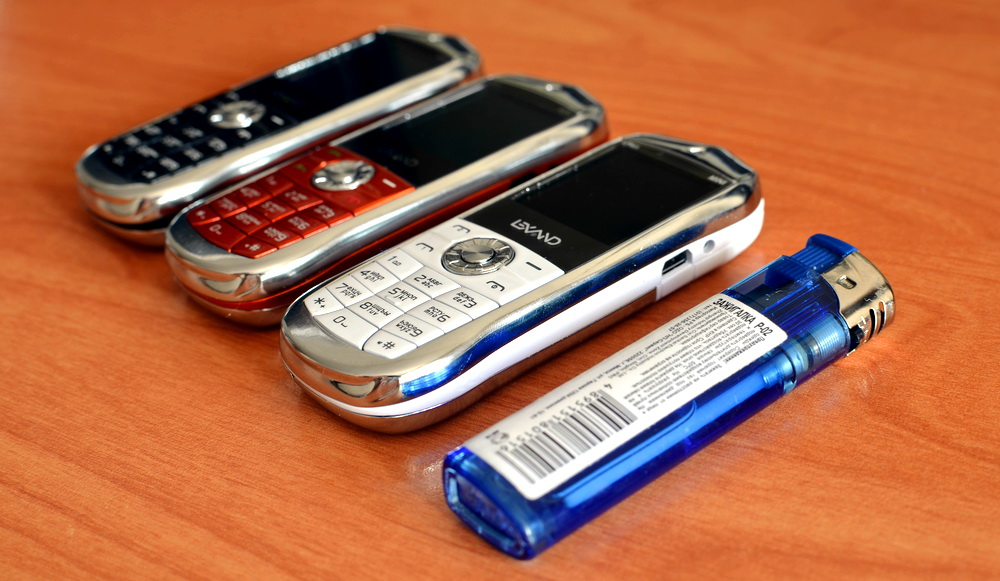
Мини-телефоны Lexand Mini рядом с зажигалкой

В 2014 году начались поставки модели мини-телефона Lexand Mini LPH1. Корпус мини-телефона выполнен из металла, есть четыре варианта расцветки. Несмотря на габариты, устройство имеет функционал полноценного мобильного телефона
В 2015 году компания выпустила еще три модели телефонов — Lexand Mini LPH2, LPH3 и LPH5 Music. В марте 2016 были представлены мобильные телефоны А-серии, среди которых есть популярный форм-фактор «раскладушка» (Lexand A2 Flip) и два телефона с классическим моноблоком — Lexand A1 Basic и Lexand A4 Big.

## Награды
- 2009 год — навигатор Lexand ST-360 получил премию «Продукт года»[4]
- 2010 год — получен диплом «Best of the Year» 2010 за Lexand ST-610 HD[5]
- 2011 год — получен диплом «Best of the Year» 2011 за Lexand SG-615 HD[6]
- 2012 год — навигатор Lexand STR-5350 получил премию «Продукт года»[7]
- 2014 — навигатор Lexand STA-5.0 и зарядное устройство Lexand LC-123 получили премию «Продукт года»[8]
- 2016 — видеорегистратор Lexand LR60 получил награду «Лучшая покупка 2016» от редакции журнала IT-World[9]